# Wilanów (województwo wielkopolskie)
Wilanów – osada leśna w Polsce położona na Pojezierzu Leszczyńskim, w województwie wielkopolskim, w powiecie leszczyńskim, w gminie Wijewo, przy trasie drogi wojewódzkiej nr 305.
W latach 1975–1998 miejscowość administracyjnie należała do województwa leszczyńskiego.